# دارلینگتون (کالیفرنیا)
دارلینگتون (به انگلیسی: Darlington) یک منطقهٔ مسکونی در ایالات متحده آمریکا است که در شهرستان ال دورادو، کالیفرنیا واقع شده‌است. دارلینگتون ۱٬۲۷۹ متر بالاتر از سطح دریا واقع شده‌است.